# Col du Joly
Le col du Joly est un col de montagne semi-routier, situé à 1 989 mètres d'altitude, à la limite des départements français de la Savoie et de la Haute-Savoie. La route ne monte au col que du côté sud. Côté nord, une piste pour véhicules tout-terrain ne permet que l'entretien des remonte-pentes mécaniques de la station de ski du village des Contamines, et ne suffit pas à assurer une liaison régulière entre les deux vallées.
Le col du Joly est extrêmement large et herbeux. C'est un vaste alpage d'environ deux kilomètres, situé entre le Beaufortain et le val Montjoie. Il est dominé par l'aiguille Croche, accessible par un sentier, à une altitude de 2 425 mètres et offre vers le nord un panorama exceptionnel sur le sommet, des glaciers et tout le massif du Mont-Blanc, située à seulement six kilomètres à vol d'oiseau. Le paysage proche englobe aussi la vallée de Hauteluce, le barrage de la Girotte et son lac, ainsi que la chaîne des Aravis.
Sur les deux versants du col, entre 1 200 et 2 500 mètres d'altitude, le domaine skiable des Contamines-Hauteluce compte 47 pistes de ski. Le versant sud est consacré à l'élevage, pour la fabrication du beaufort, mais les alpages du côté des Contamines sont eux aussi consacrés au beaufort, depuis qu'ils ont rejoint la zone AOC Beaufort.
Des deux côtés, de très nombreux circuits de VTT ont fait la notoriété du col du Joly chez les passionnés de cette discipline.

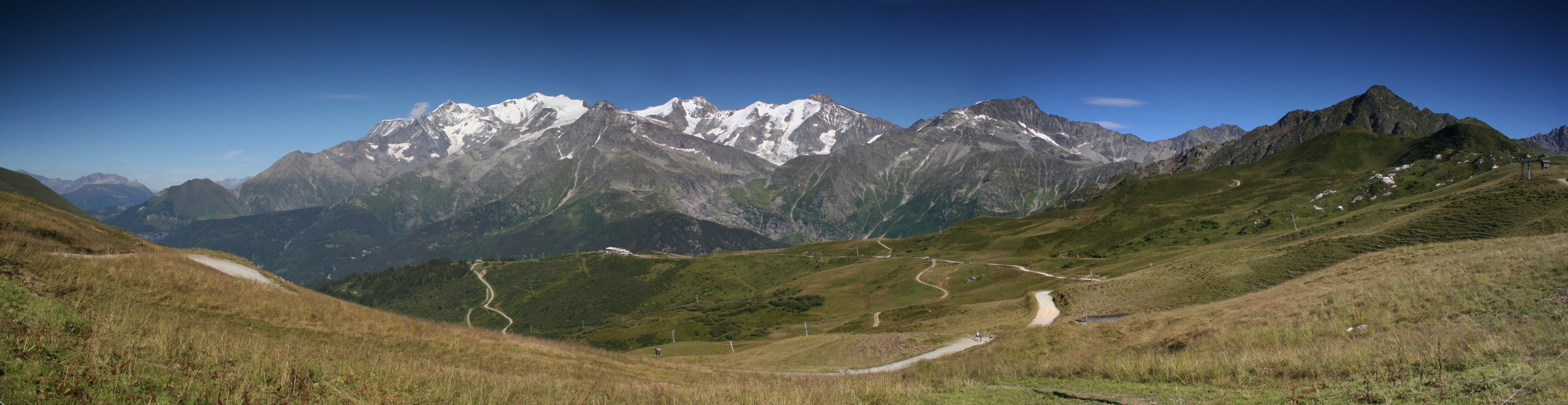
Vue sur le val Montjoie et le massif du Mont-Blanc depuis le col.

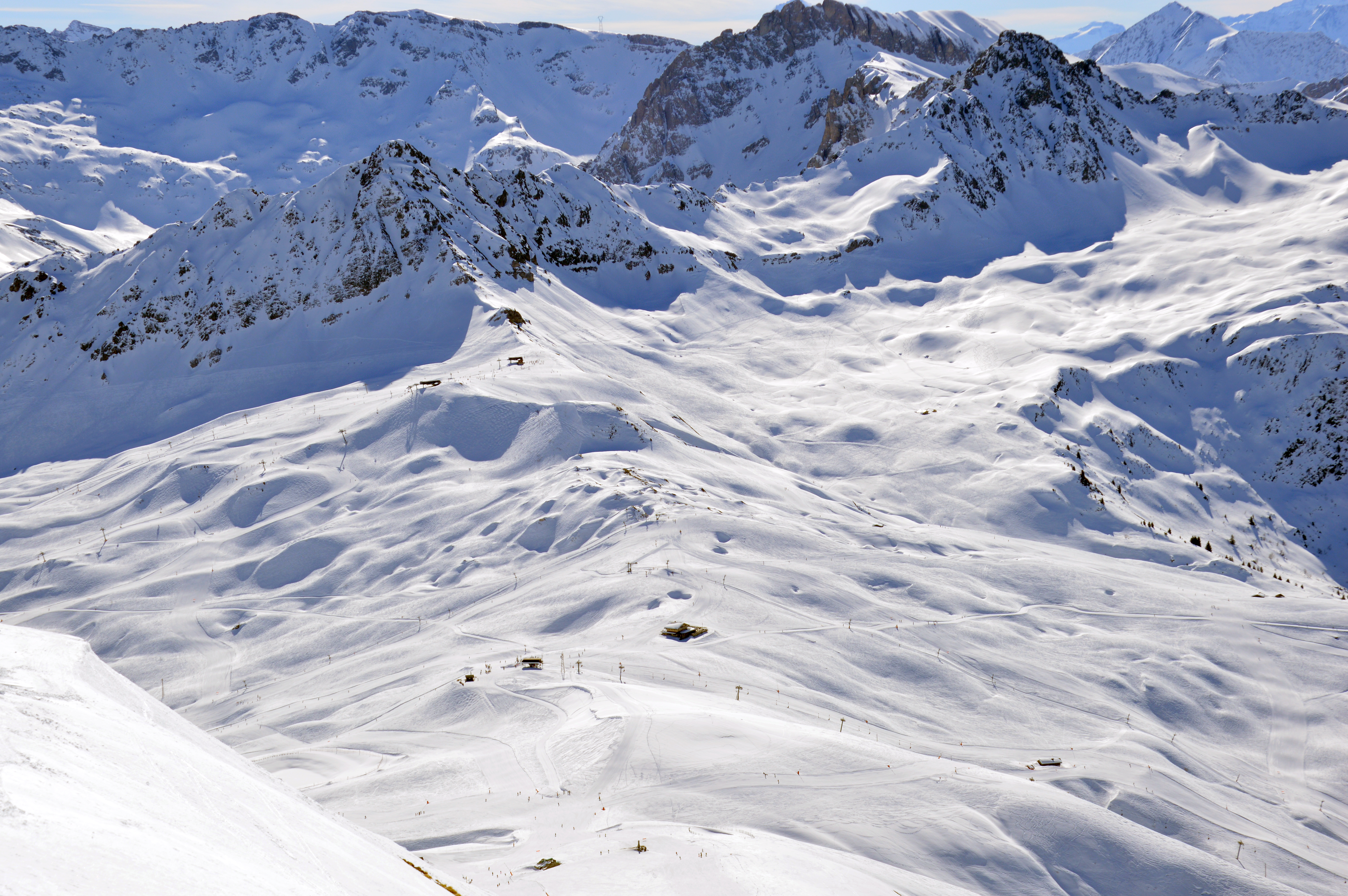
Vue hivernale depuis l'aiguille Croche au nord-ouest du col au cœur du domaine skiable des Contamines.